# Jacques Palzer
Jacques Palzer (ur. 21 kwietnia 1900 w Esch-sur-Alzette, zm. 13 grudnia 1979 tamże) – luksemburski gimnastyk.
W 1924 wystartował na igrzyskach olimpijskich. W wieloboju indywidualnym zajął 67. miejsce, 29. w skoku przez konia wzdłuż, 68. w ćwiczeniach na poręczach, 70. w ćwiczeniach na drążku, 53. w ćwiczeniach na kółkach, 65. w ćwiczeniach na koniu z łękami, 67. we wspinaniu po linie i 50. w skoku przez konia wszerz. Był także członkiem luksemburskiej drużyny, która w wieloboju drużynowym zajęła 8. miejsce.